# Ulla Schild
Ulla Schild (* 17. November 1938 in Berlin; † 22. Februar 1998 in Mainz) war eine deutsche Afrikanistin und Literaturwissenschaftlerin. Sie war von 1975 bis zu ihrem Tod die erste Leiterin der Jahn-Bibliothek für afrikanische Literaturen.

## Leben
Nach dem Abitur 1957 in Karlsruhe studierte sie ab 1958 an der Universität Heidelberg zunächst Germanistik und Anglistik, nach zehn Semestern wechselte sie zur Ethnologie und spezialisierte sich auf moderne afrikanische Literatur. Angeregt durch Janheinz Jahn (1918–1973), der auch ihr Lebenspartner wurde, schrieb sie ab 1968 als freiberufliche Journalistin über (neo-)afrikanische Literaturen. Ihr Studium schloss sie 1972 als Magister in Ethnologie ab. 
Nach dem Tod Jahns regte Schild bei ihrem wissenschaftlichen Mentor, dem Ethnologieprofessor Ernst Wilhelm Müller, den Ankauf von Jahns privater Bibliothek durch die Johannes Gutenberg-Universität Mainz an. 1975 wurde sie Kustodin und damit die erste Leiterin der Janheinz Jahn-Bibliothek für moderne afrikanische Literatur an der Universität Mainz. Mit einer Arbeit über Literaturen in Papua-Neuguinea promovierte sie 1980 bei Ernst Wilhelm Müller am Mainzer Institut für Ethnologie und Afrikastudien. Schild leitete die Jahn-Bibliothek bis zu ihrem Tod 1998.

## Schriften (Auswahl)
- mit Janheinz Jahn und Almut Nordmann: Who’s who in African literature. Biographies, works, commentaries. Tübingen 1972, ISBN 3-7711-0153-0.
- Literaturen in Papua-Neuguinea. Berlin 1981, ISBN 3-496-00500-9.
- mit Godehard Czernik: Hinterglasmalerei aus Senegal. Institut für Ethnologie und Afrika-Studien, Johannes Gutenberg-Universität Mainz, 24. Mai–14. Juni 1983. Mainz 1983, OCLC 16358713.